# Allt vi en gång trodde på
"Allt vi en gång trodde på", text och musik av Johan Kinde, var det bidrag som Lustans Lakejer framförde i den svenska Melodifestivalen 2007. Bidraget deltog vid deltävlingen i Scandinavium den 10 februari 2007, men slutade på sjunde plats och slogs ut. Den 19 februari 2007 gavs singeln "Allt vi en gång trodde på" ut, och placerade sig som högst på 39:e plats på den svenska singellistan.

## Låtlista
1. "Allt vi en gång trodde på"
2. "Diamanter är en flickas bästa vän"  (Skugge/Tilliander-version)

## Listplaceringar
| Lista (2007) | Topplacering |
| ------------ | ------------ |
| Sverige      | 39 .         |